# Estación de Xivares
Xivares es un apeadero ferroviario situado en la parroquia de Albandi, en el concejo asturiano de Carreño en el norte de España. Forma parte de la red de vía estrecha operada por Renfe Operadora a través su división comercial Renfe Cercanías AM. Está integrada dentro del núcleo de Cercanías Asturias como parte de la línea C-4 (antigua F-4) entre Cudillero y Gijón. Cuenta también con servicios regionales. 

## Situación ferroviaria
Se encuentra en el punto kilométrico 311,68 de la línea férrea de ancho métrico que une Ferrol con Gijón a 30 metros de altitud. El tramo es de vía única electrificada.

## Historia
Si bien la parada se ubica en el recorrido entre Candás y Aboño, abierto al tráfico en 1910 por la Sociedad de las Minas y Ferrocarril de Carreño, no se ubicó ninguna parada en la zona. Su origen como tal, fue posterior y motivado por la necesidad de dotar a la parroquia de una parada que cubriera sus necesidades de transporte.

## Servicios ferroviarios

### Cercanías
Forma parte de la línea C-4 Gijón - Cudillero de Cercanías Asturias. Al menos treinta trenes diarios, en ambos sentidos, se detienen entre semana en el recinto. La frecuencia disminuye durante los fines de semana y festivos.
| procedencia/destino | < estación | Línea | estación > | destino/procedencia |
| ------------------- | ---------- | ----- | ---------- | ------------------- |
| Gijón               | Aboño      |       | Perlora    | Cudillero           |